# Тора (приток Очеи)
Тора — река в России, протекает в Удорском районе Республики Коми и Ленском районе Архангельской области. Вместе с рекой Кевдом образует реку Очея. Длина реки составляет 52 км.

## Данные водного реестра
По данным государственного водного реестра России относится к Двинско-Печорскому бассейновому округу, водохозяйственный участок реки — Вычегда от города Сыктывкар и до устья, речной подбассейн реки — Вычегда. Речной бассейн реки — Северная Двина.
Код объекта в государственном водном реестре — 03020200212103000023481.